# Drombus halei
Drombus halei är en fiskart som beskrevs av Whitley, 1935. Drombus halei ingår i släktet Drombus och familjen smörbultsfiskar. IUCN kategoriserar arten globalt som livskraftig. Inga underarter finns listade i Catalogue of Life.